# اخبار فوری در شهرستان یوبا
اخبار فوری در شهرستان یوبا (انگلیسی: Breaking News in Yuba County؛ همچنین: مشروح اخبار در یوبا کانتی) یک فیلم کمدی سیاه آمریکایی محصول سال ۲۰۲۱ به کارگردانی و تهیه‌کنندگی تیت تیلور، بر اساس فیلمنامه‌ای نوشته آماندا ایدوکو است. در این فیلم گروهی از بازیگران شامل الیسون جنی، میلا کونیس، آکوافینا، رجینا هال، واندا سایکس، جولیت لوئیس، سمیرا وایلی، جیمی سیمپسون، کلیفتون کالینز جونیور، بریجت اورت، کریس لوول، متیو موداین، الن بارکین و دیگران را شامل می‌شود.
این فیلم در ایالات متحده در ۱۲ فوریه ۲۰۲۱ توسط آمریکن اینترنشنال پیکچرز منتشر شد.